# Шевырёв, Александр Иванович
Александр Иванович Шевырёв (25 октября 1917 года, Изварино — 21 октября 1991, Киев) — участник партизанской борьбы на Черниговщине времен Великой Отечественной войны, командир полка партизанского соединения, Герой Советского Союза.

## Биография
Родился 25 октября 1917 в посёлке Изварино (ныне Краснодонского горсовета Луганской области) в многодетной семье осмотрщика железнодорожных вагонов, русский. Имел родного брата Шевырёва Николая Ивановича, тоже героя Великой Отечественной войны в Чехословакии.
Окончил неполную среднюю школу. Работал в колхозе. Когда в Донбассе началось стахановское движение, поступил в Краснодонское горно-промышленное училище. Через два года с аттестатом врубмашиниста пришёл в Краснодон на шахту. Работал электрослесарем.
В сентябре 1938 года был призван в ряды Красной Армии. Окончил школу младших командиров при 288-й отдельной стрелковой бригаде. Когда началась Великая Отечественная война, служил конным разведчиком в 104-м стрелковом полку 62-й стрелковой дивизии. Был командиром подразделения разведчиков.
Под Киевом его соединение попало в окружение. Пробивались с боями. В сентябре 1941 года в лесах у города Носовка встретили и объединились с группой партизан во главе с секретарём Носовского райкома партии М. И. Стратилатом. Вскоре отряд разросся в знаменитое партизанское соединение «За Родину», которым командовал Герой Советского Союза И. М. Бовкун.
Служил в отряде рядовым бойцом, потом — командиром взвода, роты, батальона. 6 августа 1943 года был назначен командиром 1-го партизанского полка этого соединения, который насчитывал около двух тысяч бойцов.
Командовал и принимал непосредственное участие во всех операциях своих подразделений и полка. С группой бойцов пустил под откос 10 воинских эшелонов с живой силой и техникой противника. Во время боя 25 июня 1943 гитлеровцы окружили партизан, но удачным манёвром А. И. Шевырёву удалось вывести отряд из окружения. В этом бою он был ранен. Партизаны разгромили гарнизон противника, захватив вооружение и боеприпасы. Враг потерял убитыми и ранеными более 150 человек.
Выполняя приказ Украинского штаба партизанского движения по обеспечению и захвату переправ через Десну, Днепр, Припять, полк под командованием А. И. Шевырёва 11 сентября 1943 в районе сёл Синожацького и Смолина потопил несколько немецких пароходов и два военных катера, которые плыли из Чернигова в Киев. Полк организовал три переправы через Десну и Днепр. Партизаны удерживали их до прихода частей 17-го гвардейского стрелкового корпуса. При форсировании Днепра много партизан 1-го полка влились в ряды бойцов действующей армии. С октября 1943 был направлен в Представительство Украинского штаба партизанского движения при Военном совете 1-го Украинского фронта.
Указом Президиума Верховного Совета СССР «О присвоении звания Героя Советского Союза командирам партизанских отрядов Украинской ССР» от 4 января 1944 года за «умелое и мужественное руководство боевыми операциями партизанских отрядов по овладению переправами на реках Днепре, Десне и Припяти севернее Киева, удерживание переправ по подхода частей Красной Армии и проявленные при этом отвагу и геройство» удостоен звания Героя Советского Союза с вручением ордена Ленина и медали «Золотая Звезда» (№ 2880).
После окончания войны демобилизовался в звании капитана. Член ВКП(б) с 1945 года. С 1945 года находился на хозяйственной работе. Жил в Киеве.
Умер 21 октября 1991 года. Похоронен в Киеве на Берковецком кладбище.
В некоторых источниках утверждается, что А. И. Шевырёв был убит неизвестными возле своего дома 9 мая 1991 года. Убийцы польстились на Золотую Звезду Героя Советского Союза. Он носил поддельную позолоченную Звезду, а настоящую хранил дома. Неопознанное тело героя неделю лежало в морге.

## Награды
Награждён орденом Ленина, орденами  Отечественной войны 1-й и 2-степеней, Красной Звезды, медалями. Лауреат Государственной премии СССР в 1970 году за создание и внедрение оборудования для комплексной механизации спуско-подъёмных операций при бурении нефтяных и газовых скважин (АСП).